# Mercer megye (Nyugat-Virginia)
Mercer megye az Amerikai Egyesült Államokban, azon belül Nyugat-Virginia államban található. Megyeszékhelye Princeton, legnagyobb városa Bluefield. Lakosainak száma 59 664 fő (2020. április 1.). Mercer megye Raleigh, Bland, Tazewell, Giles, Summers, Wyoming és McDowell megyékkel határos.

## Népesség
A megye népességének változása:
| Lakosok száma | 62 314 | 62 433 | 62 395 | 61 984 | 61 164 | 59 664 |
|               | 2010   | 2011   | 2012   | 2013   | 2015   | 2020   |